# Polymerus elegans
Polymerus elegans är en insektsart som först beskrevs av Reuter 1909.  Polymerus elegans ingår i släktet Polymerus och familjen ängsskinnbaggar. Inga underarter finns listade i Catalogue of Life.